# Algieria na Mistrzostwach Świata w Lekkoatletyce 2009
Algieria na Mistrzostwach Świata w Lekkoatletyce 2009 – reprezentacja Algierii podczas berlińskiego czempionatu liczyła 6 członków. W drużynie tego afrykańskiego kraju znaleźli się tylko mężczyźni.

## Występu reprezentantów Algierii

### Mężczyźni
- Bieg na 800 m
  - Nadjim Manseur nie wystartował w zawodach

- Bieg na 1500 m
  - Tarek Boukensa z czasem 3:45.65 	zajął 38. miejsce
  - Taoufik Makhloufi z czasem 3:37.87 zajął 17. miejsce
  - Imad Touil
  - Antar Zerguelaine z czasem 3:42.37 nie awansował do półfinału

- Dziesięciobój
  - Larbi Bouraada z wynikiem 8,171 pkt. zajął 13. miejsce